# Historia de la prostitución

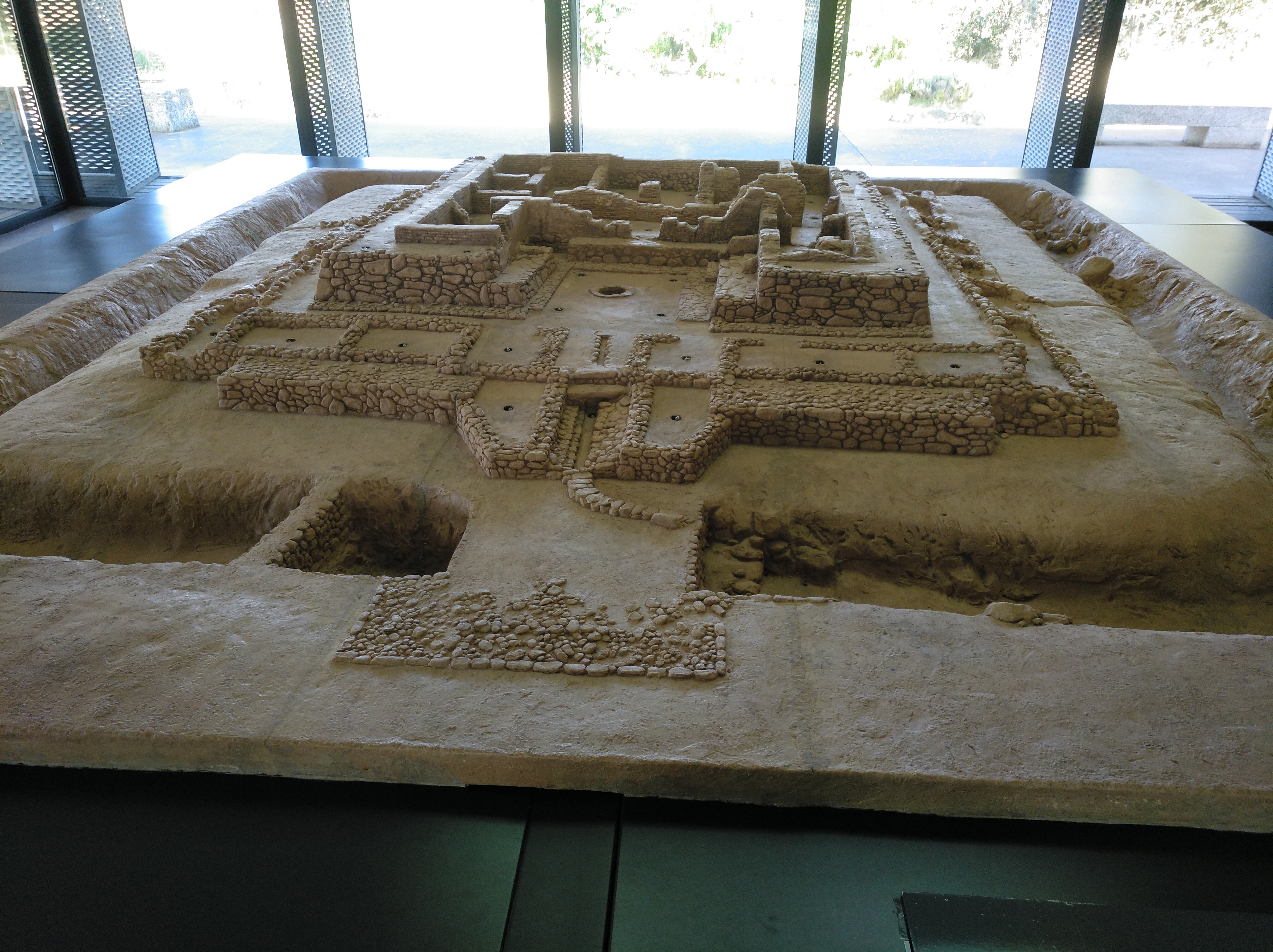
Complejo de Cancho Roano, un posible templo de prostitución cúltica fenicia en honor a la diosa de la fertilidad Astarté.

La prostitución se ha practicado en todas las culturas que tengan registros escritos. Ha sido tradicionalmente descrita como «el oficio más antiguo del mundo», pese a que su presencia en la historia humana es relativamente reciente.

## Antiguo Oriente Próximo
En el antiguo Oriente Próximo había muchos santuarios, templos o "casas del cielo", que estaban dedicadas a varias deidades. Estos santuarios y templos fueron documentados por el historiador griego Heródoto en sus "Historias", donde la prostitución sagrada era una práctica común. Registros sumerios que datan de ca. 2400 a. C. son la primera mención registrada de la prostitución como ocupación. Estos describen un burdel del templo operado por sacerdotes sumerios en la ciudad de Uruk. Este kakum o templo estaba dedicado a la diosa Ishtar y contaba con tres grados de mujeres. Solo al primer grado de mujeres se le permitía realizar rituales sexuales en el templo, el segundo grupo tenía acceso a los terrenos y atendía a los visitantes, y la tercera y más baja clase vivía en los terrenos del templo. La tercera clase también era libre de encontrar clientes en las calles.
En la región de Canaán, una parte significativa de las prostitutas del templo eran hombres. Esto también se practicó ampliamente en Cerdeña y en algunas de las culturas fenicias, generalmente en honor de la diosa Astarté. Presumiblemente bajo la influencia de los fenicios, esta práctica se desarrolló en otros puertos del mar Mediterráneo, como Erice (Sicilia), Locri Epizephiri, Crotona, Rossano Vaglio y Sicca Veneria. Otras hipótesis incluyen Asia Menor, Lidia, Siria y Etruria.
En años posteriores, se sabía que la prostitución sagrada y clasificaciones similares para mujeres existían en Grecia, Roma, India, China y Japón. Tales prácticas llegaron a su fin cuando el emperador Constantino en el año 320 d. C. destruyó los templos de la diosa y reemplazó las prácticas religiosas con el cristianismo.

## Referencias bíblicas

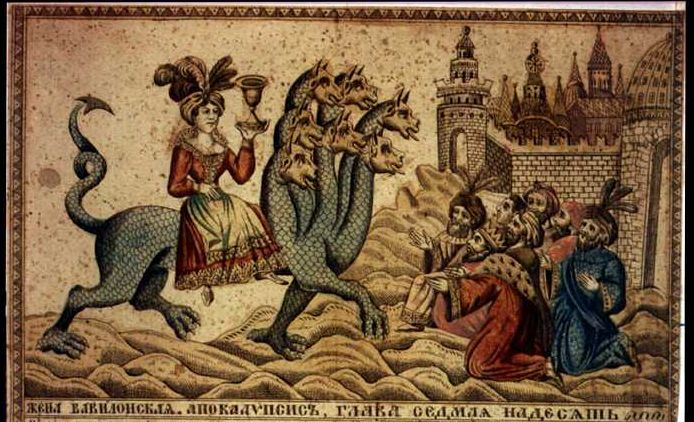
La ramera de Babilonia cabalgando sobre la bestia de siete cabezas (grabado ruso del).

### Grecia

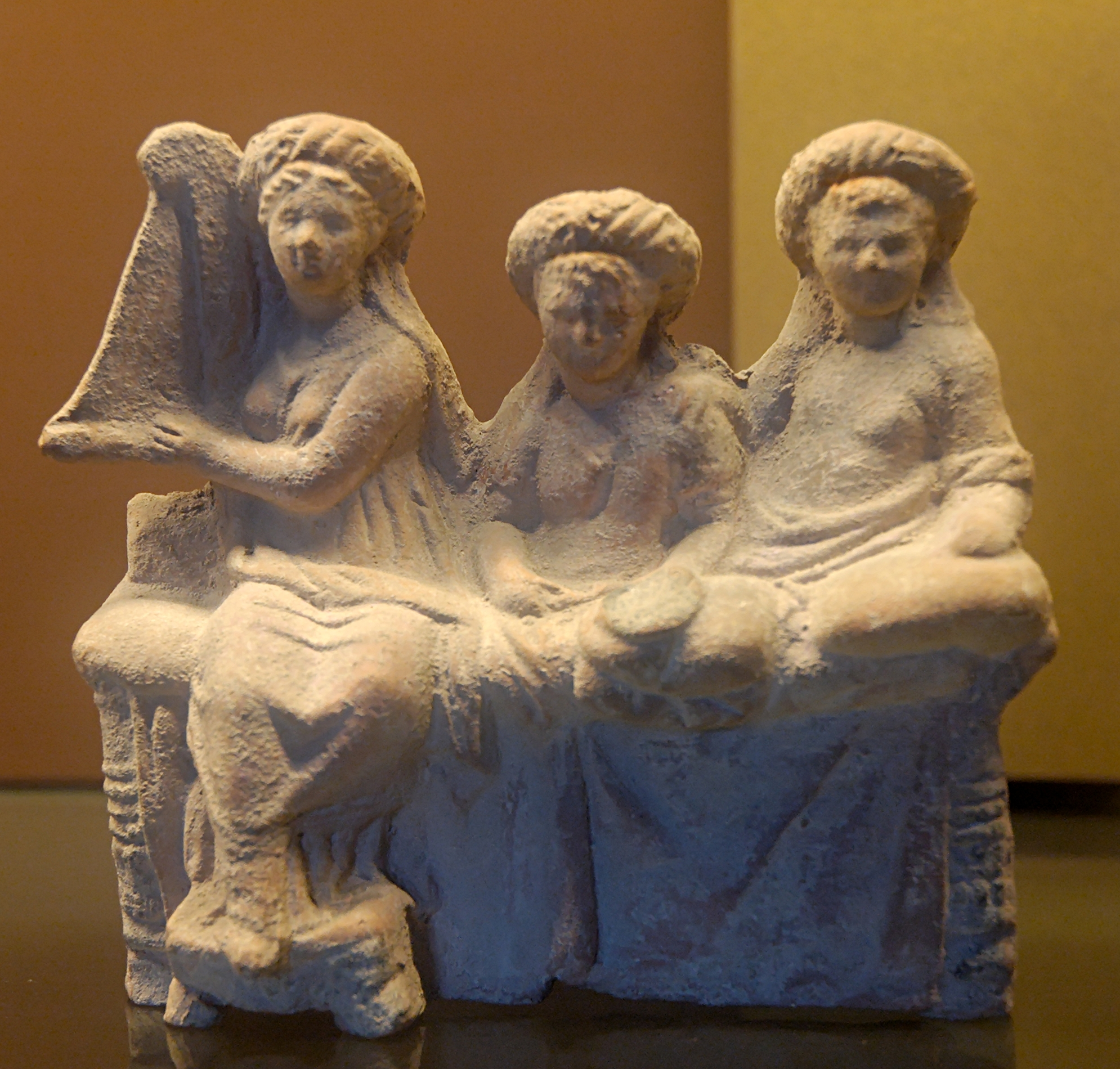
Hetera y asistente a banquetes, sentados en una banqueta, terracota de Mirina, c.25 a. C., Museo del Louvre.

### Roma

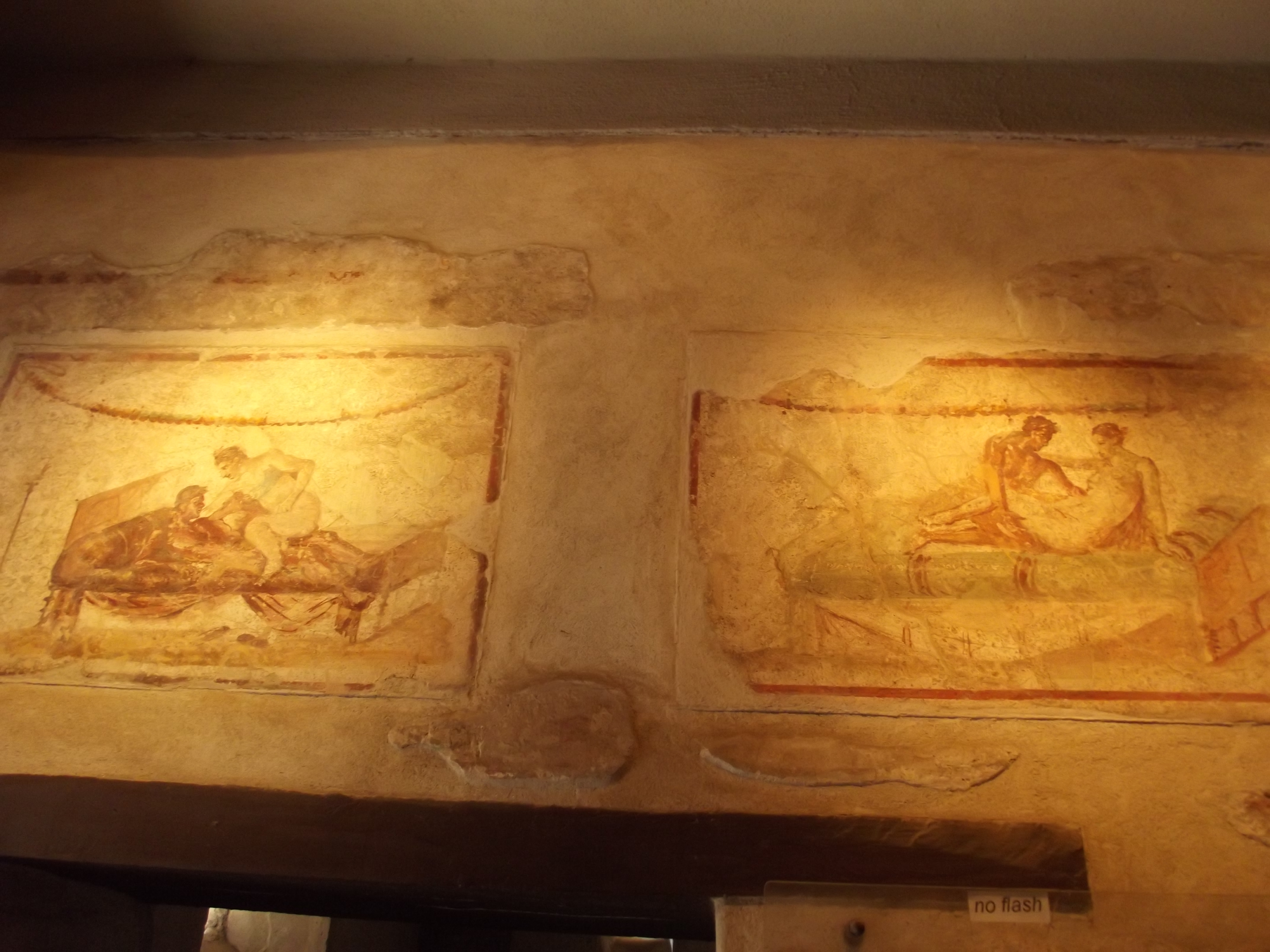
Frescos eróticos en un lupanar de Pompeya

### India

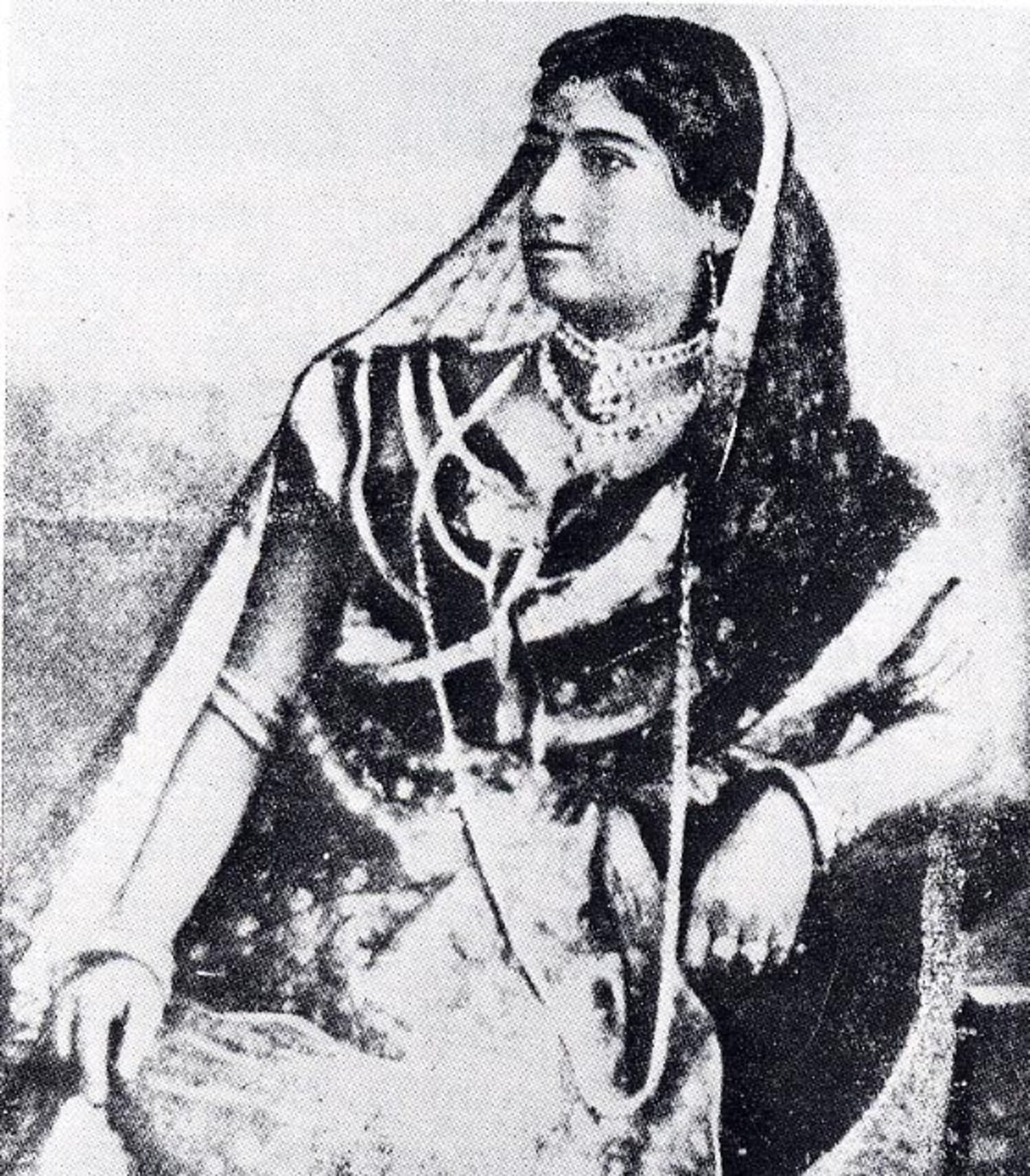
La tawaif Binodini Dasi

## Edad Media

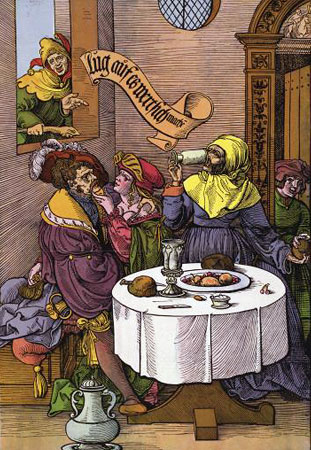